# Antonín Klášterský

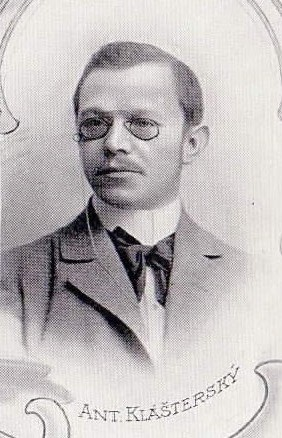
Antonín Klášterský

Antonín Klášterský (* 1866 in Mirovice; † 1938 in Prag), der Vater des Botanikers Ivan Klášterský, war tschechischer Dichter, Übersetzer, Organisator des literarischen Lebens und Anwalt.
Seine Kindheit verbrachte er in Prag, da sein Vater Mitinhaber einer Likörfabrik war. Das Abitur legte er 1855 ab und die Rechtsanwaltsprüfung 1890. Von 1894 bis 1928 war er als Angestellter des Landesausschusses (Zemský výbor) tätig und redigierte von 1931 bis 1938 die Zeitschrift Glocke (Zvon). Begraben ist er auf dem Friedhof in Slavín (Vyšehrad).
Er machte sich einen Namen durch die Übersetzung amerikanischer Gedichte in Tschechische Sprache. Er gab viele Poesiesammlungen heraus, schrieb Lyrik und war ein anerkannter epischer Künstler.

## Werke

### Libretto
- Großvaters Vermächtnis (Dědův odkaz) – Oper von Vítězslav Novák

### Literarische und poetische Werke
- Cestou podle moře, 1902
- Chodský písně, 1926
- Chvíle zasnění a vzpomínek, 1934
- České balady a romance a jiné básně, 1912
- Dědův odkaz, 1923
- Dojmy a nálady, 1920
- Drobty života, 1892
- Epické básně, 1892
- Ironické siciliány, 1913
- Jánošík, 1933
- Jedlík Typyán, 1931
- Josef Václav Sládek, 1922
- Modlitba selské nevěsty, 1927
- Modré zvonky a jiné verše pro děti, 1904
- Myška na zkušené, 1899
- Na českém jihu a jiné básně, 1919
- Noční violy, 1894
- Nové básně, 1901
- Nové jihočeské melodie, 1930
- O správě a kontrole okresních záložen hospodářských, 1912
- Padesát let Spolku českých spisovatelů beletristů Máj, 1938
- Písně z práce, 1891
- Poli a lesy, 1891
- Pražské motivy, 1893
- Probuzení, 1929
- Ptačí svět, 1889
- Salón paní starostové, 1888
- Slunný den a jiné verše pro děti, 1918
- Sny a toulky, 1905
- Sonety babího léta, 1926
- Sonety prchavých okamžiků, 1907
- Sonety tiché pohody, 1900
- Spadalé listí, 1890
- Srdce a duše, 1894
- Svatý Václav, 1929
- Tmavé růže, 1898
- V záři svobody, 1923
- Vánoce, 1935
- Vrchlický v dopisech, 1896–97
- Vývoj okresních záložen hospodářských od nepatrných počátků až do nynějšího stavu, 1929
- Vzpomínky a portréty, 1934
- Vzpomínky z jihu, 1897
- Z cest malých i větších, 1932
- Z čarovné studánky, 1909
- Z českých žalmů, 1911
- Zaváto, 1917
- Ze zápisníku mrtvého, 1917
- Zimní pohádka a jiné básně, 1927
- Živé stíny, 1895
- Živým i mrtvým, 1889